# Secrétariat d'État aux Eaux et au Littoral
Le secrétariat d'État aux Eaux et au Littoral d'Espagne (en espagnol : Secretaría de Estado de Aguas y Costas) est le secrétariat d'État chargé des ressources hydriques, des infrastructures hydrauliques et de la protection du littoral.
Il relève du ministère de l'Environnement.

## Missions

### Organisation
Le secrétariat d'État s'organise de la manière suivante,, : 
- Secrétariat d'État aux Eaux et au Littoral (Secretaría de Estado de Aguas y Costas) ; 
  - Direction générale des Travaux hydrauliques et de la Qualité des eaux (Dirección General de Obras Hidráulicas y Calidad de las Aguas) ; 
    - Sous-direction générale de la Planification hydrologique ;
    - Sous-direction générale du Budget et des Contrats ;
    - Sous-direction générale des Projets et des travaux ;
    - Sous-direction générale de la Gestion du domaine public hydraulique ;
    - Sous-direction générale du Traitement et du Contrôle de la qualité des eaux ;

  - Direction générale du Littoral (Dirección General de Costas) ; 
    - Sous-direction générale de la Gestion du domaine public maritime terrestre ;
    - Sous-direction générale des Actions sur le littoral.

## Titulaires
| Titulaire | Titulaire                  | Début      | Fin        | Parti | Ministre                     |
| --------- | -------------------------- | ---------- | ---------- | ----- | ---------------------------- |
|           | Benigno Blanco             | 11/05/1996 | 06/05/2000 | PP    | Isabel Tocino                |
|           | Pascual Fernández Martínez | 06/05/2000 | 20/04/2004 | PP    | Jaume Matas Elvira Rodríguez |